# Dean Capobianco
Dean Capobianco (* 11. Mai 1970 in Perth) ist ein ehemaliger australischer Leichtathlet.
Er gewann bei den Juniorenweltmeisterschaften 1988 mit der australischen 4-mal-400-Meter-Staffel die Silbermedaille. 1991 nahm er an den Weltmeisterschaften der Aktiven teil, bei denen er im 200-Meter-Lauf das Halbfinale erreichte. Bei den Olympischen Spielen 1992 in Barcelona schied er im Vorlauf aus. 1993 konnte er bei den Weltmeisterschaften den Endlauf erreichen. Mit der persönlichen Bestzeit von 20,18 s wurde er in Stuttgart Fünfter. Bei den Weltmeisterschaften 1995 schied er jedoch schon im Vorlauf aus. Kurz vor den Olympischen Spielen 1996 wurde Capobianco bei einer Dopingkontrolle positiv auf Stanozolol getestet, durfte jedoch nach Einspruch in Atlanta starten, wo er das Viertelfinale erreichte. Im weiteren Verfahrensverlauf wurde er allerdings nachträglich disqualifiziert und für zwei Jahre gesperrt. 1999 nahm er nochmal an den Weltmeisterschaften teil, bei denen er im Vorlauf ausschied.